# سيمون أندرياسن
سيمون أندرياسن (بالدنماركية: Simon Andreassen)‏ هو دراج دنماركي، ولد في 30 أغسطس 1997 في أودنسه في الدنمارك.

## وصلات خارجية
- سيمون أندرياسن على موقع أرشيف الدراجات (الإنجليزية)
- سيمون أندرياسن على موقع إحصائيات الدراجات الإحترافية (الإنجليزية)
- سيمون أندرياسن على موقع MTB Data (الإنجليزية)
- سيمون أندرياسن على موقع أوليمبيديا (الإنجليزية)